# Katarzyna Piter
Katarzyna Piter (ur. 16 lutego 1991 w Poznaniu) – polska tenisistka, reprezentantka kraju w Pucharze Federacji, obecnie Puchar Billie Jean King. Zwyciężczyni czterech turniejów WTA w grze podwójnej. Dziesiąta najwyżej klasyfikowana polska zawodniczka w historii rankingu WTA. W swojej karierze, najwyżej wspięła się na 95. pozycję.

## Kariera
W sierpniu 2006 wygrała turniej juniorski Mera Cup w Warszawie, zarówno w grze pojedynczej, jak i podwójnej. W finale singla pokonała swoją deblową partnerkę Barbarę Sobaszkiewicz, a w finale debla wygrały z Abajewą i Maskaljun. We wrześniu wygrała juniorski turniej w Nowym Sadzie, pokonując w finale Ioanę Ivan 6:3, 6:1.
W 2006 w turniejach rangi ITF dotarła do półfinałów gry podwójnej w Olecku i w Gdyni. W Olecku osiągnęła ćwierćfinał gry pojedynczej, przegrany z Juliją Gotovskytė.
W styczniu 2007 zadebiutowała w juniorskim Australian Open, gdzie doszła do II rundy gry pojedynczej (porażka z Kristíną Kučovą) i gry podwójnej w parze z Jade Curtis. W marcu 2007 wygrała turniej juniorski w Luksemburgu, ponownie w singlu i deblu, w parze z Sylwią Zagórską.
W kwietniu 2007 otrzymała „dziką kartę” do turnieju rangi WTA kategorii II, J&S Cup 2007, rozgrywanego w Warszawie z pulą 600 tys. dolarów amerykańskich. Był to jej debiut w tenisowym turnieju zawodowym. W swoim pierwszym spotkaniu przegrała z Nadią Pietrową 3:6, 5:7.
W lipcu 2007 dotarła do półfinału juniorskiego Wimbledonu, przegrywając z Madison Brengle 5:7, 6:7(3).
We wrześniu 2007 osiągnęła 15. pozycję w rankingu juniorek, co było jej najlepszym osiągnięciem w tej kategorii wiekowej.
W styczniu 2008 rozstawiona z nr 8 dotarła do III rundy juniorskiego turnieju Australian Open, przegrywając ze swoją partnerką deblową z tego samego turnieju, rozstawioną z nr 10 Simoną Halep 6:7(0), 0:6. Jeden mecz później, na tym samym korcie, rozstawione jako para nr 2, przegrały w ćwierćfinale juniorek z parą nr 8, Martą Sirotkiną i Zhou Yimiao 6:7(5), 5:7.
W 2010 otrzymała dziką kartę do turnieju rangi Premier Series Polsat Warsaw Open. W pierwszej rundzie wyeliminowała inną polską zawodniczkę Martę Domachowską 7:6(3), 4:6, 7:5. W drugiej rundzie przegrała jednak z rozstawioną z numerem 3 Chinką Li Na 0:6, 3:6. 15 sierpnia 2010 wygrała po raz pierwszy turniej z cyklu ITF o puli nagród $25 000 w belgijskim Koksijde.

### 2013
Rok rozpoczęła od występów w cyklu ITF. Pierwszym, większym turniejem w sezonie dla Piter był WTA Challanger, rozgrywany w Cali. Poznanianka nie przebrnęła przez kwalifikacje singla, natomiast w deblu, wystąpiła w turnieju głównym wraz z Magdą Linette. Polki pokonały parę Maria Fernanda Alves-Eugenie Bouchard 2:6, 7:6(7), 10–6. W ćwierćfinale uległy duetowi Catalina Castaño-Mariana Duque Mariño 4:6, 6:1, 3–10. Następnie Piter wystąpiła w Bogocie. Z partnerującą jej Richèl Hogenkamp odpadły po pierwszym meczu, przegrywając z najwyżej rozstawionymi Evą Birnerovą i Aleksandrą Panową 2:6, 4:6. W kolejnym tygodniu przeniosła się do Meksyku i wystąpiła w Acapulco. W turnieju eliminacyjnym wygrała z Inés Ferrer 6:2, 6:0, a następnie poniosła porażkę z Eugenie Bouchard 3:6, 3:6. Zmagania w deblu zakończyła na pierwszej rundzie. Wraz z Julią Cohen przegrały z parą Romina Oprandi-Francesca Schiavone 4:6, 1:6. W rozgrywkach ITF i osiągnęła półfinał singla i ćwierćfinał debla w Irapuato. Tym turniejem zakończyła serię występów w Ameryce Południowej.
Piter do rozgrywek w głównym cyklu powróciła w kwietniu, w Katowicach. Polka wystąpiła w kwalifikacjach i wygrała z Marie Bouzkovą 4:6, 6:2, 6:1 i Marią João Koehler 7:5, 6:3, jednak w decydującej fazie nie sprostała Marii Elenie Camerin 2:6, 4:6. W głównej drabince zawodów wystąpiła w grze podwójnej. Razem z Linette przegrały w meczu otwarcia z Ralucą Olaru i Waleriją Sołowjową 4:6, 1:6. Została powołana do reprezentacji w rozgrywkach Fed Cup i poleciała do Koksijde. W meczu z Belgią, wraz z Alicją Rosolską zdobyła punkt dla drużyny, po zwycięstwie nad parą Ysaline Bonaventure-An-Sophie Mestach 6:3, 4:6, 10–7. Reprezentacja Polski ostatecznie, po dwóch dniach zmagań, zwyciężyła 4:1 i awansowała do Grupy Światowej II.
W kwietniu Polka rozpoczęła okres gry na kortach ziemnych. Zainaugurowała go rozgrywkami ITF w Tunisie. Osiągnęła tam drugą rundę singla, natomiast w deblu, w parze z Aleksandrą Krunić zdobyła tytuł. Zwycięską serię podtrzymała w cyklu WTA. W Oeiras, razem z Sandrą Klemenschits osiągnęły ćwierćfinał. Pokonały turniejową parę numer 3. Natalie Grandin-Vladimíra Uhlířová 6:4, 6:0, a w kolejnym meczu zostały zatrzymane przez Ałłę Kudriawcewą i Anastasiję Rodionową 0:6, 5:7. W kolejnym tygodniu Piter odpadła w finale eliminacji do dużego turnieju ITF w Pradze, o puli nagród 100 tysięcy dolarów. W deblu, po raz kolejny w sezonie, wystąpiła w parze z Krunić. Polsko-serbski duet dotarł do półfinału zmagań. W imprezie rangi WTA w Strasburgu, tenisistce z Poznania ponownie nie powiodło się w singlowych eliminacjach. Pokonała Asię Muhammed 6:1, 6:1, jednak w kolejnym spotkaniu nie dała rady Flavii Pennettcie 5:7, 1:6. Natomiast w deblu wygrała jeden mecz. Wspólnie z Magdą Linette odprawiły Nicole Clerico i Justynę Jegiołkę 6:2, 6:0, a w 1/4 finału przegrały z parą Cara Black-Marina Erakovic 3:6, 4:6. Po singlowych niepowodzeniach w turniejach WTA, Polka przełamała się w cyklu ITF. We włoskim Grado przeszła eliminacje, a następnie wygrała cztery mecze w turnieju głównym. Została zatrzymana dopiero w finale przez Yvonne Meusburger. W grze deblowej dotarła do półfinału. Jednak w głównym cyklu Piter ponownie nie była w stanie przejść eliminacji. W Norymberdze odpadła po pierwszym meczu kwalifikacyjnym, ulegając Terezie Smitkovej 1:6, 4:6. Polka w turnieju gry podwójnej, znowu stworzyła parę z Aleksandrą Krunić. W pierwszej rundzie wygrały z rozstawionymi z 2. Julią Görges i Mandy Minellą 6:1, 6:2, a w kolejnym spotkaniu pokonały duet Sandra Klemenschits-Andreja Klepač 6:4, 5:7, 10–5. W półfinale nie sprostały późniejszym zwyciężczyniom zawodów, Raluce Olaru i Waleriji Sołowjowej 2:6, 1:6.
Piter kontynuowała występy w turniejach rozgrywanych pod egidą ITF. Dobry wynik osiągnęła w rozgrywkach w czeskim Zlinie. W grze pojedynczej zanotowała półfinał, natomiast razem z Paulą Kanią dotarły do finału debla. W lipcu osiągnęła w toruńskim Bella Cup finał singla. Tam uległa Kanii 4:6, 4:6.
Razem z Kristiną Mladenovic wystąpiła w turnieju rangi WTA International w Palermo. Pokonały pary Corinna Dentoni-Anastasia Grymalska 6:4, 6:3 oraz Lourdes Domínguez Lino-Arantxa Parra Santonja 6:3, 6:1. W spotkaniu półfinałowym zwyciężyły duet Caroline Garcia-Maryna Zanewśka 6:1, 2:6, 10–5. Tym samym Piter dotarła do drugiego finału gry podwójnej w głównym cyklu, ponownie dokonując tego z Mladenovic. W meczu o tytuł Polka i Francuzka zwyciężyły czeskie bliźniaczki Karolínę i Kristýnę Plíškove 6:1, 5:7, 10–8. Za triumf w Palermo, Piter wywalczyła 280 punktów do rankingu i zadebiutowała w gronie 100 najlepszych deblistek świata, awansując na 93. lokatę.
W dużych zawodach ITF w Ołomuńcu, Piter w parze z Aną Vrljić awansowały do 1/2 finału. W grze pojedynczej, Polka zaliczyła najlepszy występ w dotychczasowej karierze. Awansowała do finału, po drodze pokonując między innymi Cristinę Dinu i Barborę Záhlavovą Strýcovą. Nie udało się jej wywalczyć głównego trofeum, została zatrzymana przez Polonę Hercog. Za ten występ otrzymała 100 rankingowych punktów i awansowała z 242. na 188. pozycję w zestawieniu singlistek.
Na kortach twardych, w tureckim Izmirze, osiągnęła trzeci z rzędu finał gry pojedynczej, natomiast w grze deblowej zdobyła trzeci tytuł w sezonie, w tym drugi w parze z Krunić. Następnie zadebiutowała w wielkoszlemowych eliminacjach. W Nowym Jorku wygrała z Aną Vrljić 6:4, 5:7, 6:2, jednak w drugiej rundzie przegrała z Kurumi Narą 3:6, 6:7(4). W Seulu, Piter po raz szósty w sezonie wystartowała w kwalifikacjach do imprezy głównego cyklu. Udało jej się pokonać Weronikę Kapszaj 6:7(6), 6:2, 6:3 i Xu YiFan 6:4, 7:6(4), ale w decydującej fazie nie sprostała Uns Dżabir 6:2, 4:6, 5:7. Polka wspólnie z Juliją Bejhelzimer wystartowały w deblu. Pokonały parę Han Xinyun-Weronika Kapszaj 6:3, 6:0, a w ćwierćfinale uległy Amerykankom Raquel Kops-Jones-Abigail Spears 6:4, 0:6, 2–10. W turnieju z serii WTA 125K w Ningbo, Poznanianka przeszła dwustopniowe eliminacje, zwyciężając Zarinę Dijas 6:4, 6:4 i Julię Glushko 6:2, 6:7(4), 6:4. W meczu pierwszej rundy wygrała z inną kwalifikantką, Wang Yafan 6:4, 6:4. W walce o ćwierćfinał lepsza okazała się Johanna Konta. W grze podwójnej odpadła po pierwszym spotkaniu.
W październiku, po raz pierwszy w karierze, udanie przeszła eliminacje do turnieju WTA. W Linzu, w drodze do głównej drabinki, wygrała trzy mecze, pokonując kolejno Jasminę Tinjić 2:6, 7:5, 6:1, Stephanie Vogt 7:6(6), 4:6, 6:4 oraz Sesił Karatanczewą 6:2, 6:3. Następnie wygrała z Iriną-Camelią Begu 6:2, 4:6, 6:3. W meczu drugiej rundy przegrała z Dominiką Cibulkovą 0:6, 1:6. W zawodach gry podwójnej, wystąpiła z Iryną Buriaczok. Na otwarcie pokonały duet Witalija Djaczenko-Eva Hrdinová 6:4, 6:4. Następnie wyeliminowały rozstawioną z 2. parę Julia Görges-Andrea Petković 7:6(1), 7:5. W półfinale zostały zatrzymane przez późniejsze triumfatorki, siostry Karolínę i Kristýnę Plíškovą. W kolejnym tygodniu Polka ponownie przeszła trzystopniowe eliminacje, tym razem do turnieju w Luksemburgu. Zwyciężyła w nich Katharinę Hobgarski 6:0, 6:1, Christinę McHale 7:6(3), 6:4 i Carinę Witthöft 6:3, 6:2. W pierwszej rundzie turnieju głównego odniosła największe zwycięstwo w karierze, pokonując sklasyfikowaną na 20. miejscu Kirsten Flipkens 6:4, 6:2. W następnym spotkaniu wygrała z Yaniną Wickmayer 3:6, 6:1, 6:4. Swój udział w turnieju zakończyła na ćwierćfinale, ulegając po ponad trzech godzinach gry Annice Beck 3:6, 7:6(3), 6:7(5). W grze deblowej, Poznanianka wraz z Kristiną Mladenovic zostały rozstawione z numerem 2. i na inaugurację pokonały parę Stéphanie Foretz Gacon-Eva Hrdinová 6:4, 6:2. Swój występ zakończyły na ćwierćfinale, po porażce z Poloną Hercog i Lisą Raymond 6:7(5), 7:6(3), 8–10.
Po tych startach w Europie, powróciła do Azji do gry w Challangerach. W Nankin odpadła po pierwszych spotkaniach w singlu i deblu. W Tajpej dotarła do ćwierćfinałów. Awansowała po kreczach ze strony rywalek Zhang Shuai 6:4, 1:0(k) i Darji Gawriłowej 6:6(k). Odpadła po porażce z Dinah Pfizenmaier 6:3, 3:6, 2:6. W grze podwójnej, razem z Iryną Buriaczok wygrały z parą Lesley Kerkhove-Arantxa Rus 7:6(3), 5:7, 10–3. Zatrzymały je Olha Sawczuk-Tamarine Tanasugarn 3:6, 3:6.
Sezon zakończyła na 122. miejscu w singlu i 81. w deblu.

### 2014
Na początku sezonu wystartowała w eliminacjach do turniejów rangi WTA Premier. W Brisbane rok rozpoczęła od porażki z Aleksandrą Panową 3:6, 4:6. W turnieju głównym, wraz z Alicją Rosolską przegrały z parą Chan Hao-ching-Liezel Huber 4:6, 4:6. Z kolei w Sydney, w pierwszej rundzie eliminacji pokonała Wiesnę Dołonc 3:6, 6:1, 7:5, a następnie uległa Shahar Peer 1:6, 6:3, 5:7. Piter przeszła przez trzystopniowe kwalifikacje Australian Open. Zwyciężyła w nich kolejno z Evą Birnerovą 6:3, 7:6(2), Yuriką Semą 7:6(4), 6:4 i Claire Feuerstein 4:6, 6:2, 6:3. Po raz pierwszy w swojej karierze wystąpiła w turnieju głównym Wielkiego Szlema. Przegrała z rozstawioną z 11. Simoną Halep 0:6, 1:6. W turnieju debla, razem z Rosolska odprawiły duet Wolha Hawarcowa-Christina McHale 6:3, 6:3, a w kolejnej rundzie uległy parze Květa Peschke-Katarina Srebotnik 6:7(2), 4:6.
W Rio de Janeiro osiągnęła ćwierćfinał singla. W turnieju rangi WTA Premier Mandatory w Miami wystąpiła dzięki przejściu eliminacji. W Katowicach osiągnęła ćwierćfinał debla. Pod koniec kwietnia w Marrakeszu osiągnęła finał rozgrywek deblowych, w których razem z Maryną Zanewśką przegrały z parą Garbiñe Muguruza–Romina Oprandi.

### 2015
W 2015 w parze z Magdą Linette osiągnęła ćwierćfinał w Kuala Lumpur. Później doszła do ostatniej rundy turnieju ITF w Grado zarówno w grze pojedynczej (gdzie wygrała), jak i podwójnej (w parze z Sharon Fichman). Wraz z Maryną Zanewśką dotarła też do deblowego półfinału w Bad Gastein, a z Anną-Leną Friedsam – w Taszkencie. Zakończyła rok na 218. miejscu w singlu i 146. w deblu.

### 2016
W kolejnym sezonie doszła do finału singla turnieju ITF w Bagnatica i do półfinału w Suzhou; po wygraniu trzech meczów kwalifikacyjnych wystąpiła w turnieju głównym imprezy rangi WTA w Seulu. W deblu z różnymi partnerkami wygrała zawody ITF w Perth, Padwie i Rzymie; w cyklu WTA osiągnęła finał w Bukareszcie, półfinał w Kuala Lumpur i ćwierćfinał w Tiencinie. Na koniec roku była odpowiednio 239. i 116. w rankingu.

## Historia występów wielkoszlemowych
Legenda
     W, wygrany turniej
     F, przegrana w finale
     SF, przegrana w półfinale
     QF, przegrana w ćwierćfinale
     xR, przegrana w x rundzie
     Qx, przegrana w x rundzie kwalifikacji
     A, brak startu
     NH, turniej nie odbył się

### Występy w grze pojedynczej
| Australian Open        | A    | A   | A   | A   | A   | A   | A   | A   | 1R  | Q3  | A   | A   | A   | A   | A   | A   | A | 0 / 1 | 0 – 1 |  |  |  |  |  |  |  |
| French Open            | A    | A   | A   | A   | A   | A   | A   | A   | 1R  | A   | A   | A   | A   | A   | A   | A   | A | 0 / 1 | 0 – 1 |  |  |  |  |  |  |  |
| Wimbledon              | A    | A   | A   | A   | A   | A   | A   | A   | 1R  | A   | A   | A   | A   | A   | NH  | A   | A | 0 / 1 | 0 – 1 |  |  |  |  |  |  |  |
| US Open                | A    | A   | A   | A   | A   | A   | A   | Q2  | 1R  | Q2  | A   | Q1  | A   | A   | A   | A   | A | 0 / 1 | 0 – 1 |  |  |  |  |  |  |  |
|                        |      |     |     |     |     |     |     |     |     |     |     |     |     |     |     |     |   |       |       |  |  |  |  |  |  |  |
| Ranking na koniec roku | 1340 | 675 | 466 | 330 | 242 | 324 | 376 | 122 | 162 | 218 | 239 | 345 | 297 | 357 | 366 | 493 | – | 0 / 4 | 0 – 4 |  |  |  |  |  |  |  |

### Występy w grze podwójnej
| Australian Open        | A | A | A   | A   | A   | A   | A   | A  | 2R | 1R  | A   | A   | A   | A   | A   | A  | 1R  | A  | 1R | 1R | 0 / 5  | 1 – 5  |  |  |  |  |  |
| French Open            | A | A | A   | A   | A   | A   | A   | A  | 2R | A   | A   | A   | A   | A   | A   | A  | 1R  | 2R | 1R | 1R | 0 / 5  | 2 – 5  |  |  |  |  |  |
| Wimbledon              | A | A | A   | A   | A   | A   | A   | A  | 1R | A   | A   | A   | A   | A   | NH  | A  | 1R  | 1R | 1R | 1R | 0 / 5  | 0 – 5  |  |  |  |  |  |
| US Open                | A | A | A   | A   | A   | A   | A   | A  | 2R | A   | A   | A   | A   | A   | A   | A  | 1R  | 1R | 1R |    | 0 / 4  | 1 – 4  |  |  |  |  |  |
|                        |   |   |     |     |     |     |     |    |    |     |     |     |     |     |     |    |     |    |    |    |        |        |  |  |  |  |  |
| Ranking na koniec roku | – | – | 585 | 322 | 385 | 129 | 183 | 81 | 78 | 146 | 116 | 247 | 213 | 248 | 134 | 93 | 114 | 67 | 63 |    | 0 / 19 | 4 – 19 |  |  |  |  |  |

### Występy w grze mieszanej
Katarzyna Piter nigdy nie startowała w rozgrywkach gry mieszanej podczas turniejów wielkoszlemowych.

## Finały turniejów WTA
| Legenda                     | Legenda |
| --------------------------- | ------- |
| Wielki Szlem                |         |
| Igrzyska olimpijskie        |         |
| WTA Tour Championships      |         |
| 2009 – 2020                 |         |
| WTA Premier Mandatory       |         |
| WTA Premier 5               |         |
| WTA Premier                 |         |
| WTA International Series    |         |
| WTA 125K series (2012–2020) |         |
| od 2021                     |         |
| WTA 1000 (obowiązkowe)      |         |
| WTA 1000 (nieobowiązkowe)   |         |
| WTA 500                     |         |
| WTA 250                     |         |
| WTA 125                     |         |

### Gra podwójna 14 (4–10)
| Końcowy wynik | Nr  | Data                 | Turniej     | Nawierzchnia  | Partnerka            | Przeciwniczki                          | Wynik finału   |
| ------------- | --- | -------------------- | ----------- | ------------- | -------------------- | -------------------------------------- | -------------- |
| Finalistka    | 1.  | 12 czerwca 2011      | Kopenhaga   | Twarda (hala) | Kristina Mladenovic  | Johanna Larsson Jasmin Wöhr            | 3:6, 3:6       |
| Zwyciężczyni  | 1.  | 13 lipca 2013        | Palermo     | Ceglana       | Kristina Mladenovic  | Karolína Plíšková Kristýna Plíšková    | 6:1, 5:7, 10–8 |
| Finalistka    | 2.  | 27 kwietnia 2014     | Marrakesz   | Ceglana       | Maryna Zanewśka      | Garbiñe Muguruza Romina Oprandi        | 6:4, 2:6, 9–11 |
| Finalistka    | 3.  | 17 lipca 2016        | Bukareszt   | Ceglana       | Alexandra Cadanțu    | Jessica Moore Varatchaya Wongteanchai  | 3:6, 6:7(5)    |
| Finalistka    | 4.  | 25 lipca 2021        | Gdynia      | Ceglana       | Kateryna Bondarenko  | Anna Danilina Lidzija Marozawa         | 3:6, 2:6       |
| Finalistka    | 5.  | 7 sierpnia 2021      | Kluż-Napoka | Ceglana       | Majar Szarif         | Nateła Dzałamidze Kaja Juvan           | 3:6, 4:6       |
| Finalistka    | 6.  | 17 lipca 2022        | Budapeszt   | Ceglana       | Kimberley Zimmermann | Ekaterine Gorgodze Oksana Kalasznikowa | 6:1, 4:6, 6–10 |
| Finalistka    | 7.  | 8 kwietnia 2023      | Bogota      | Ceglana       | Oksana Kalasznikowa  | Irina Chromaczowa Iryna Szymanowicz    | 1:6, 6:3, 6–10 |
| Zwyciężczyni  | 2.  | 23 lipca 2023        | Budapeszt   | Ceglana       | Fanny Stollár        | Jessie Aney Anna Sisková               | 6:2, 4:6, 10–4 |
| Finalistka    | 8.  | 30 lipca 2023        | Warszawa    | Twarda        | Weronika Falkowska   | Heather Watson Yanina Wickmayer        | 4:6, 4:6       |
| Zwyciężczyni  | 3.  | 20 lipca 2024        | Budapeszt   | Ceglana       | Fanny Stollár        | Anna Danilina Irina Chromaczowa        | 6:3, 3:6, 10–3 |
| Finalistka    | 9.  | 27 października 2024 | Kanton      | Twarda        | Fanny Stollár        | Kateřina Siniaková Zhang Shuai         | 4:6, 1:6       |
| Finalistka    | 10. | 3 listopada 2024     | Nanchang    | Twarda        | Fanny Stollár        | Guo Hanyu Moyuka Uchijima              | 6:7(5), 5:7    |
| Zwyciężczyni  | 4.  | 2 marca 2025         | Mérida      | Twarda        | Majar Szarif         | Anna Danilina Irina Chromaczowa        | 7:6(2), 7:5    |

## Finały turniejów WTA 125

### Gra podwójna 7 (2–5)
| Końcowy wynik | Nr | Data             | Turniej         | Nawierzchnia | Partnerka           | Przeciwniczki                         | Wynik finału   |
| ------------- | -- | ---------------- | --------------- | ------------ | ------------------- | ------------------------------------- | -------------- |
| Finalistka    | 1. | 12 września 2021 | Karlsruhe       | Ceglana      | Majar Szarif        | Irina Bara Nateła Dzałamidze          | 3:6, 6:2, 7–10 |
| Finalistka    | 2. | 2 kwietnia 2023  | San Luis Potosí | Ceglana      | Oksana Kalasznikowa | Aliona Bolsova Andrea Gámiz           | 6:7(5), 4:6    |
| Finalistka    | 3. | 25 czerwca 2023  | Gaiba           | Trawiasta    | Weronika Falkowska  | Han Na-lae Jang Su-jeong              | 3:6, 6:3, 6–10 |
| Finalistka    | 4. | 31 marca 2024    | San Luis Potosí | Ceglana      | Laura Pigossi       | Anna Bondár Tamara Zidanšek           | walkower       |
| Finalistka    | 5. | 4 maja 2024      | Lleida          | Ceglana      | Majar Szarif        | Nicole Melichar-Martinez Ellen Perez  | 5:7, 2:6       |
| Zwyciężczyni  | 1. | 16 czerwca 2024  | Walencja        | Ceglana      | Fanny Stollár       | Angelica Moratelli Renata Zarazúa     | 6:1, 4:6, 10–8 |
| Zwyciężczyni  | 2. | 7 września 2024  | Guadalajara     | Twarda       | Fanny Stollár       | Angelica Moratelli Sabrina Santamaria | 6:4, 7:5       |

## Finały turniejów ITF
| turnieje z pulą nagród 100 000 $   |
| turnieje z pulą nagród 75/80 000 $ |
| turnieje z pulą nagród 50/60 000 $ |
| turnieje z pulą nagród 25 000 $    |
| turnieje z pulą nagród 15 000 $    |
| turnieje z pulą nagród 10 000 $    |

### Gra pojedyncza 20 (8–12)
| Rezultat     |     | Data       | Turniej             | ($)     | Naw.          | Przeciwniczka        | Wynik            |
| Finalistka   | 1.  | 14/05/2007 | Michalovce          | 10 000  | Ceglana       | Kristína Kučová      | 6:2, 3:6, 4:6    |
| Zwyciężczyni | 1.  | 19/08/2007 | Bielefeld           | 10 000  | Ceglana       | Dominice Ripoll      | 3:6, 6:3, 6:4    |
| Zwyciężczyni | 2.  | 23/03/2008 | Ajn Suchna          | 10 000  | Ceglana       | Irina-Camelia Begu   | 7:6(7), 6:4      |
| Zwyciężczyni | 3.  | 30/03/2008 | Kair                | 10 000  | Ceglana       | Bibiane Schoofs      | 6:1, 6:3         |
| Zwyciężczyni | 4.  | 16/11/2008 | Jersey              | 10 000  | Twarda (hala) | Stefania Boffa       | 6:2, 6:2         |
| Finalistka   | 2.  | 11/07/2009 | Bruksela            | 10 000  | Ceglana       | Maryna Zanewśka      | 6:0, 5:7, 5:7    |
| Zwyciężczyni | 5.  | 21/03/2010 | Bath                | 10 000  | Twarda (hala) | Lenka Juríková       | 6:2, 7:6(6)      |
| Zwyciężczyni | 6.  | 15/08/2010 | Koksijde            | 25 000  | Ceglana       | Kiki Bertens         | 6:4, 6:4         |
| Finalistka   | 3.  | 11/09/2011 | Alphen aan den Rijn | 25 000  | Ceglana       | Stephanie Vogt       | 2:6, 4:6         |
| Finalistka   | 4.  | 26/02/2012 | Tallinn             | 10 000  | Twarda (hala) | Anett Kontaveit      | 5:7, 4:6         |
| Finalistka   | 5.  | 12/03/2012 | Bath                | 10 000  | Twarda (hala) | Tereza Smitková      | 6:4, 2:6, 1:6    |
| Finalistka   | 6.  | 02/06/2013 | Grado               | 25 000  | Ceglana       | Yvonne Meusburger    | 2:6, 7:6(2), 3:6 |
| Finalistka   | 7.  | 07/07/2013 | Toruń               | 25 000  | Ceglana       | Paula Kania          | 4:6, 4:6         |
| Finalistka   | 8.  | 02/06/2013 | Ołomuniec           | 100 000 | Ceglana       | Polona Hercog        | 0:6, 3:6         |
| Finalistka   | 9.  | 10/08/2013 | Izmir               | 25 000  | Twarda        | Ana Vrljić           | 1:6, 3:6         |
| Zwyciężczyni | 7.  | 31/05/2015 | Grado               | 25 000  | Ceglana       | Kristína Schmiedlová | 6:3, 6:0         |
| Finalistka   | 10. | 18/08/2016 | Bagnatica           | 25 000  | Ceglana       | Martina Trevisan     | 1:6, 7:5, 5:7    |
| Zwyciężczyni | 8.  | 22/01/2017 | Orlando             | 25 000  | Ceglana       | Sofia Kenin          | 6:7(4), 6:2, 6:4 |
| Finalistka   | 11. | 19/11/2017 | Zawada              | 25 000  | Twarda (hala) | Deborah Chiesa       | 2:6, 6:4, 4:6    |
| Finalistka   | 12. | 29/07/2018 | Horb                | 25 000  | Ceglana       | Katharina Gerlach    | 6:4, 3:6, 6:7(4) |

### Gra podwójna 50 (26–24)
| Rezultat     |     | Data       | Turniej                   | ($)     | Naw.            | Partnerka             | Przeciwniczki                               | Wynik              |
| Zwyciężczyni | 1.  | 11/05/2008 | Michalovce                | 10 000  | Ceglana         | Lenka Juríková        | Romana Tabaková Nikola Vajdová              | 6:1, 6:1           |
| Zwyciężczyni | 2.  | 04/10/2008 | Les Franqueses del Vallès | 10 000  | Twarda          | Aleksandra Josifoska  | Bojana Borovnica Cristina Sanchez-Qiuntanar | 6:3, 2:6, 10–6     |
| Finalistka   | 1.  | 23/11/2008 | Zawada                    | 25 000  | Dywanowa (hala) | Arantxa Rus           | Karolina Kosińska Aleksandra Rosolska       | 6:2, 7:6(6), 7–10  |
| Zwyciężczyni | 3.  | 20/03/2010 | Bath                      | 10 000  | Twarda          | Malou Ejdesgaard      | Jade Curtis Anna Fitzpatrick                | 6:3, 6:2           |
| Finalistka   | 6.  | 15/04/2011 | Casablanca                | 25 000  | Ceglana         | Magda Linette         | Sandra Klemenschits Kristina Mladenovic     | 3:6, 6:3, 8–10     |
| Zwyciężczyni | 4.  | 17/06/2011 | Padwa                     | 25 000  | Ceglana         | Kristina Mladenovic   | Iryna Buriaczok Réka Luca Jani              | 6:4, 6:3           |
| Zwyciężczyni | 5.  | 14/10/2011 | Sant Cugat del Vallès     | 25 000  | Ceglana         | Jana Čepelová         | Leticia Costas Inés Ferrer Suárez           | 6:3, 2:6, 10–6     |
| Zwyciężczyni | 6.  | 20/05/2012 | Caserta                   | 25 000  | Ceglana         | Romana Tabaková       | Viktorija Golubic Aleksandra Krunić         | 6:2, 6:4           |
| Zwyciężczyni | 7.  | 01/07/2012 | Ystad                     | 25 000  | Ceglana         | Magda Linette         | Oksana Kalasznikowa Lenka Wienerová         | 6:3, 6:3           |
| Zwyciężczyni | 8.  | 16/09/2012 | Sofia                     | 25 000  | Ceglana         | Barbara Sobaszkiewicz | Marina Mielnikowa Raluca Olaru              | 7:5, 6:1           |
| Zwyciężczyni | 9.  | 23/09/2012 | Dobricz                   | 25 000  | Ceglana         | Barbara Sobaszkiewicz | Lisa Sabino Anne Schäfer                    | 6:2, 7:5           |
| Zwyciężczyni | 10. | 21/10/2012 | Sewilla                   | 25 000  | Ceglana         | Paula Kania           | Aleksandrina Najdenowa Teliana Pereira      | 5:7, 6:4, 10–6     |
| Zwyciężczyni | 11. | 11/11/2012 | Equeurdreville            | 25 000  | Twarda          | Magda Linette         | Amra Sadiković Ana Vrljić                   | 6:4, 7:6(4)        |
| Zwyciężczyni | 12. | 22/12/2012 | Ankara                    | 50 000  | Twarda          | Magda Linette         | Iryna Buriaczok Walerija Sołowjowa          | 6:2, 6:2           |
| Zwyciężczyni | 13. | 26/04/2013 | Tunis                     | 25 000  | Ceglana         | Aleksandra Krunić     | Réka Luca Jani Jewgienija Paszkowa          | 6:2, 3:6, 10–7     |
| Zwyciężczyni | 14. | 10/08/2013 | Izmir                     | 25 000  | Twarda          | Aleksandra Krunić     | Kristi Boxx Abigail Guthrie                 | 6:2, 6:2           |
| Finalistka   | 13. | 29/05/2015 | Grado                     | 25 000  | Ceglana         | Sharon Fichman        | Viktorija Golubic Beatriz Haddad Maia       | 3:6, 2:6           |
| Zwyciężczyni | 15. | 21/02/2016 | Perth                     | 25 000  | Twarda          | Tammi Patterson       | Han Na-lae Jang Su-jeong                    | 4:6, 6:2, 10–3     |
| Zwyciężczyni | 16. | 10/06/2016 | Padwa                     | 25 000  | Ceglana         | Alice Matteucci       | Cristina Dinu Lina Ǵorčeska                 | 2:6, 7:6(1), 10–8  |
| Zwyciężczyni | 17. | 25/06/2016 | Rzym                      | 25 000  | Ceglana         | Claudia Giovine       | Andrea Gámiz Réka Luca Jani                 | 6:3, 3:6, 10–7     |
| Finalistka   | 14. | 14/01/2017 | Daytona Beach             | 25 000  | Ceglana         | Paula Kania           | Robin Anderson Anhelina Kalinina            | 4:6, 1:6           |
| Finalistka   | 15. | 21/01/2017 | Orlando                   | 25 000  | Ceglana         | Paula Kania           | Sophie Chang Madeleine Kobelt               | 3:6, 6:3, 6–10     |
| Finalistka   | 16. | 24/06/2017 | Warszawa                  | 25 000  | Ceglana         | Katarzyna Kawa        | Priscilla Hon Wiera Łapko                   | 6:7(3), 4:6        |
| Zwyciężczyni | 18. | 26/02/2018 | Altenkirchen              | 25 000  | Twarda (hala)   | Diāna Marcinkēviča    | Walendini Gramatikopulu Maryna Zanewśka     | walkower           |
| Zwyciężczyni | 19. | 29/09/2018 | Óbidos                    | 25 000  | Twarda (hala)   | Walerija Sawinych     | Mariam Bolkwadze Inês Murta                 | 6:3, 6:2           |
| Zwyciężczyni | 20. | 12/10/2018 | Cherbourg-en-Cotentin     | 25 000  | Twarda (hala)   | Barbora Štefková      | Alicia Barnett Eden Silva                   | 6:2, 6:1           |
| Finalistka   | 19. | 23/02/2019 | Altenkirchen              | 25 000  | Dywanowa (hala) | Marie Benoît          | Cristina Bucșa Rosalie van der Hoek         | 7:5, 3:6, 10–12    |
| Zwyciężczyni | 21. | 06/04/2019 | Jackson                   | 25 000  | Ceglana         | Katarzyna Kawa        | Hanna Chang Caitlin Whoriskey               | 7:5, 6:1           |
| Zwyciężczyni | 22. | 28/07/2019 | Bytom                     | 25 000  | Ceglana         | Dalma Gálfi           | Maryna Czernyszowa Daria Łodikowa           | 6:4, 6:0           |
| Finalistka   | 20. | 01/09/2019 | Praga                     | 25 000  | Ceglana         | Anastazja Szoszyna    | Suzan Lamens Marina Mielnikowa              | 2:6, 7:5, 8–10     |
| Finalistka   | 22. | 02/11/2019 | Pétange                   | 25 000  | Twarda (hala)   | Arantxa Rus           | Laura Ioana Paar Julia Wachaczyk            | 6:7(11), 6:1, 9–11 |
| Zwyciężczyni | 23. | 15/02/2020 | Kair                      | 100 000 | Twarda          | Aleksandra Krunić     | Arantxa Rus Majar Szarif                    | 6:4, 6:2           |
| Zwyciężczyni | 24. | 13/09/2020 | Saint-Malo                | 60 000  | Ceglana         | Paula Kania           | Magdalena Fręch Viktorija Golubic           | 6:2, 6:4           |
| Zwyciężczyni | 25. | 09/04/2022 | Oeiras                    | 80 000  | Ceglana         | Kimberley Zimmermann  | Katharina Gerlach Natalija Stevanović       | 6:1, 6:1           |
| Zwyciężczyni | 26. | 03/08/2024 | Maspalomas                | 100 000 | Ceglana         | Fanny Stollár         | Angelica Moratelli Sabrina Santamaria       | 6:4, 6:2           |

## Puchar Federacji

### Gra pojedyncza
| Rok  | Runda                          | Data i miejsce                    | Przeciwnik                 | Nawierzchnia  | Rywal              | Zwycięstwo/Porażka | Rezultat      |
| ---- | ------------------------------ | --------------------------------- | -------------------------- | ------------- | ------------------ | ------------------ | ------------- |
| 2009 | Europa/Afryka Grupa I          | 4–6 lutego 2011 Tallinn, Estonia  | Rumunia (2:1)              | Twarda (hala) | Monica Niculescu   | Porażka            | 1:6, 4:6      |
| 2009 | Europa/Afryka Grupa I          | 4–6 lutego 2011 Tallinn, Estonia  | Szwecja (3:0)              | Twarda (hala) | Johanna Larsson    | Zwycięstwo         | 6:4, 1:6, 6:4 |
| 2009 | Europa/Afryka Grupa I          | 4–6 lutego 2011 Tallinn, Estonia  | Bośnia i Hercegowina (2:1) | Twarda (hala) | Dijana Stojić      | Zwycięstwo         | 6:1, 6:1      |
| 2009 | Europa/Afryka Grupa I Play-off | 4–6 lutego 2011 Tallinn, Estonia  | Wielka Brytania (2:1)      | Twarda (hala) | Elena Baltacha     | Porażka            | 4:6, 1:6      |
| 2014 | II Grupa Światowa              | 8–9 lutego 2014 Borås, Szwecja    | Szwecja (3:2)              | Twarda (hala) | Johanna Larsson    | Porażka            | 1:6, 2:6      |
| 2014 | II Grupa Światowa              | 8–9 lutego 2014 Borås, Szwecja    | Szwecja (3:2)              | Twarda (hala) | Sofia Arvidsson    | Porażka            | 2:6, 2:6      |
| 2017 | Europa/Afryka Grupa I          | 8–11 lutego 2011 Tallinn, Estonia | Austria (2:1)              | Twarda (hala) | Tamira Paszek      | Zwycięstwo         | 6:2, 6:4      |
| 2017 | Europa/Afryka Grupa I          | 8–11 lutego 2011 Tallinn, Estonia | Gruzja (2:1)               | Twarda (hala) | Ekaterine Gorgodze | Zwycięstwo         | 5:7, 6:2, 6:4 |
| 2017 | Baraże Europa/Afryka grupa I   | 8–11 lutego 2011 Tallinn, Estonia | Serbia (1:2)               | Twarda (hala) | Ivana Jorović      | Porażka            | 2:6, 6:4, 4:6 |

### Gra podwójna
| Rok  | Runda                           | Data i miejsce                       | Przeciwnik       | Nawierzchnia  | Partnerka       | Rywalki                                | Zwycięstwo/Porażka | Rezultat       |
| ---- | ------------------------------- | ------------------------------------ | ---------------- | ------------- | --------------- | -------------------------------------- | ------------------ | -------------- |
| 2009 | Europa/Afryka Grupa I           | 4–6 lutego 2011 Tallinn, Estonia     | Luksemburg (3:0) | Twarda (hala) | Klaudia Jans    | Mervana Jugić-Salkić Sandra Martinović | Zwycięstwo         | 6:1, 6:1       |
| 2013 | Baraże o Grupę Światową II      | 20–21 kwietnia 2013 Koksijde, Belgia | Belgia (4:1)     | Twarda (hala) | Alicja Rosolska | Ysaline Bonaventure An-Sophie Mestach  | Zwycięstwo         | 6:3, 4:6, 10–7 |
| 2017 | Europa/Afryka Grupa I           | 8–11 lutego 2011 Tallinn, Estonia    | Austria (2:1)    | Twarda (hala) | Paula Kania     | Julia Grabher Tamira Paszek            | Zwycięstwo         | 6:3, 6:2       |
| 2017 | Europa/Afryka Grupa I Play-offs | 8–11 lutego 2011 Tallinn, Estonia    | Serbia (1:2)     | Twarda (hala) | Magda Linette   | Ivana Jorović Nina Stojanović          | Porażka            | 6:4, 4:6, 1:6  |